# 페로니

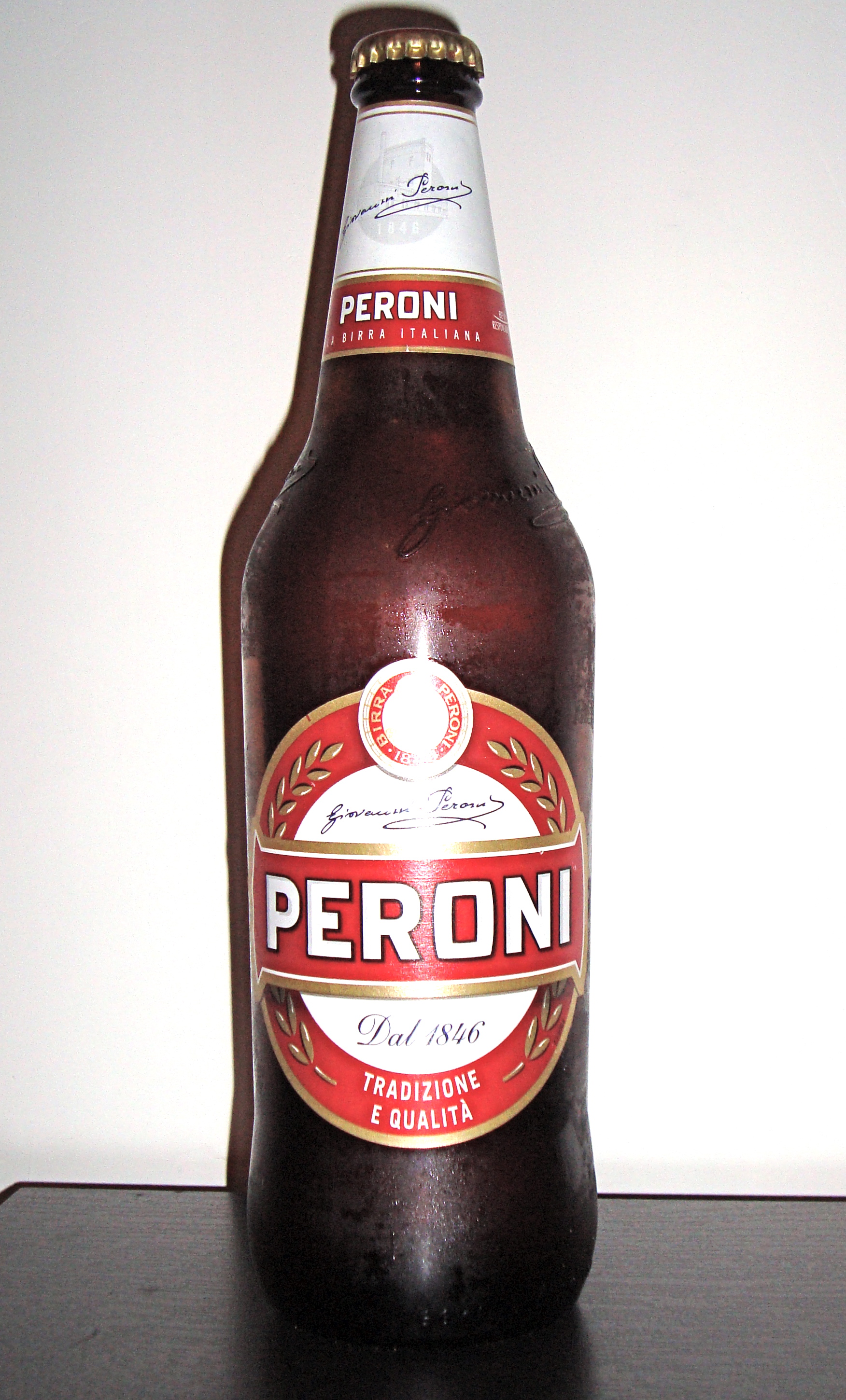
페로니

페로니(Peroni)는 이탈리아의 맥주 양조 회사이다. 그러나 페로니는 SAB밀러의 독점 경영 체제를 막을 수 있는 대책이 필요함에 따라 다른 업체에 매각 후보로 올랐다가 최종적으로 2016년 일본의 아사히 맥주에 매각, 현재는 해당 맥주 브랜드 관리 업체가 아사히 맥주로 이루어져 있지만 사실상 아사히 맥주 유럽 법인(이하 AE) 계열 브랜드이며, 필스너 우르켈, 그롤쉬와 함께 사실상 일본 업체의 관리를 받는 유럽계 맥주 브랜드이다.